# Diócesis de Azul
La diócesis de Azul (en latín: Dioecesis Azulensis) es una circunscripción eclesiástica de la Iglesia católica en Argentina. Se trata de una diócesis latina, sufragánea de la arquidiócesis de La Plata. Desde el 24 de mayo de 2006 su obispo es Hugo Manuel Salaberry Goyeneche, de la Compañía de Jesús. 

## Territorio y organización

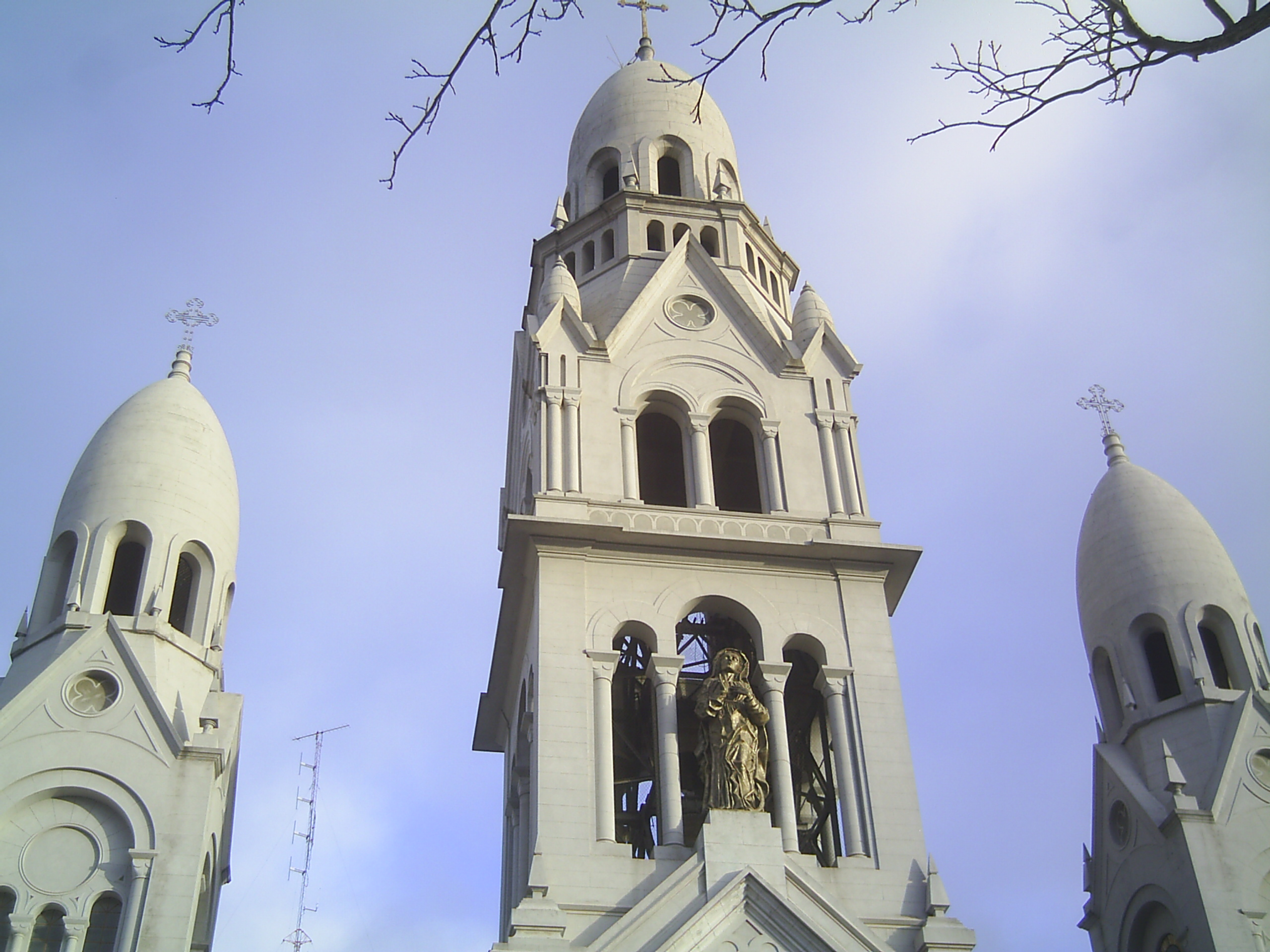
Iglesia del Santísimo Sacramento, en Tandil

La diócesis tiene 64 510 km² y extiende su jurisdicción sobre los fieles católicos de rito latino residentes en la provincia de Buenos Aires en los partidos de: Ayacucho, Azul, Benito Juárez, Bolívar, General Alvear, General La Madrid, Laprida, Las Flores, Olavarría, Rauch, Roque Pérez, Saladillo, Tandil y Tapalqué.
La sede de la diócesis se encuentra en la ciudad de Azul, en donde se halla la Catedral de Nuestra Señora del Rosario.
En 2020 en la diócesis existían 43 parroquias.

## Historia
La diócesis fue erigida el 20 de abril de 1934 mediante la bula Nobilis Argentinae nationis del papa Pío XI, como una escisión de los territorios de la arquidiócesis de La Plata. 

Apostolicae potestatis plenitudine, ea quae sequuntur statuimus ac decernimus: Decem novas dioeceses in Republica Argentina erigimus et constituimus, scilicet: (...) Azulensem (...) Dioecesis Azulensis territorii parte dioecesis de Piata efformabitur, has complectente paroecias: Azul, Cachari, Chillar, Generat Belgrano, Las Flores, Pila, Ayacucho, Tandil, Rauch, Juárez, Tapalqué, General Alvear, Roque Pérez, Saladillo, XXV de Mayo, De la Riestra, Ernestina, Bolivar, Laprida, Olavarría, Hinojo, Colonias San Miguel, General Lamadrid. Huius autem dioecesis sedem episcopalem in urbe Azul constituimus et cathedram in ecclesia sub titulo B. M. V. a Ssmo Rosario.
Parte de la bula Nobilis Argentinae nationis

El 11 de febrero de 1957 cedió una parte de su territorio por la erección de la diócesis de Nueve de Julio mediante la bula Quandoquidem adoranda del papa Pío XII.
El 2 de agosto de 1957, con la carta apostólica Ecclesiae filii, el papa Pío XII proclamó a la Santísima Virgen María del Santísimo Rosario como patrona principal de la diócesis, y patrono secundario a san Serapión mártir.

## Estadísticas
Según el Anuario Pontificio 2021 la diócesis tenía a fines de 2020 un total de 437 185 fieles bautizados.
| Año                                                                             | Población            | Población | Población      | Sacerdotes | Sacerdotes    | Sacerdotes    | Bautizados por sacerdote | Diáconos permanentes | Religiosos | Religiosos | Parroquias |
| Año                                                                             | Bautizados católicos | Total     | % de católicos | Total      | Clero secular | Clero regular | Bautizados por sacerdote | Diáconos permanentes | Varones    | Mujeres    | Parroquias |
| ------------------------------------------------------------------------------- | -------------------- | --------- | -------------- | ---------- | ------------- | ------------- | ------------------------ | -------------------- | ---------- | ---------- | ---------- |
| 1950                                                                            | 600 000              | 680 000   | 88.2           | 67         | 49            | 18            | 8955                     |                      | 38         | 257        | 31         |
| 1959                                                                            | 320 000              | 334 948   | 95.5           | 82         | 62            | 20            | 3902                     |                      | 21         | 264        | 27         |
| 1965                                                                            | 320 000              | 366 000   | 87.4           | 97         | 70            | 27            | 3298                     |                      | 71         | 213        | 40         |
| 1970                                                                            | 320 000              | 366 000   | 87.4           | 96         | 72            | 24            | 3333                     |                      | 66         | 143        | 40         |
| 1976                                                                            | 354 480              | 393 867   | 90.0           | 77         | 45            | 32            | 4603                     |                      | 65         | 169        | 41         |
| 1980                                                                            | 435 000              | 486 000   | 89.5           | 68         | 43            | 25            | 6397                     | 1                    | 53         | 165        | 41         |
| 1990                                                                            | 391 000              | 427 000   | 91.6           | 65         | 44            | 21            | 6015                     | 1                    | 48         | 168        | 41         |
| 1999                                                                            | 450 000              | 470 000   | 95.7           | 71         | 49            | 22            | 6338                     | 4                    | 37         | 77         | 42         |
| 2000                                                                            | 420 000              | 470 000   | 89.4           | 72         | 50            | 22            | 5833                     | 9                    | 37         | 77         | 42         |
| 2001                                                                            | 420 000              | 470 000   | 89.4           | 72         | 50            | 22            | 5833                     | 10                   | 37         | 77         | 42         |
| 2002                                                                            | 412 714              | 463 723   | 89.0           | 70         | 51            | 19            | 5895                     | 13                   | 33         | 92         | 41         |
| 2003                                                                            | 412 714              | 463 723   | 89.0           | 70         | 49            | 21            | 5895                     | 15                   | 41         | 89         | 41         |
| 2004                                                                            | 412 714              | 463 723   | 89.0           | 69         | 49            | 20            | 5981                     | 20                   | 35         | 85         | 41         |
| 2006                                                                            | 412 714              | 463 723   | 89.0           | 70         | 48            | 22            | 5895                     | 21                   | 33         | 87         | 41         |
| 2012                                                                            | 428 000              | 504 000   | 84.9           | 50         | 41            | 9             | 8560                     | 24                   | 23         | 75         | 43         |
| 2015                                                                            | 441 000              | 518 500   | 85.1           | 52         | 40            | 12            | 8480                     | 25                   | 25         | 67         | 43         |
| 2018                                                                            | 428 580              | 532 400   | 80.5           | 54         | 41            | 13            | 7936                     | 25                   | 25         | 76         | 43         |
| 2020                                                                            | 437 185              | 543 020   | 80.5           | 50         | 41            | 9             | 8743                     | 28                   | 20         | 85         | 43         |
| Fuente: Catholic-Hierarchy, que a su vez toma los datos del Anuario Pontificio. |                      |           |                |            |               |               |                          |                      |            |            |            |

## Episcopologio
- César Antonio Cáneva † (13 de septiembre de 1934-25 de mayo de 1953 fallecido)
- Antonio José Plaza † (28 de agosto de 1953-14 de noviembre de 1955 nombrado arzobispo de La Plata)
- Manuel Marengo † (22 de septiembre de 1956-14 de abril de 1982 retirado)
- Emilio Bianchi Di Cárcano † (14 de abril de 1982-24 de mayo de 2006 retirado)
- Hugo Manuel Salaberry Goyeneche S.J, desde el 24 de mayo de 2006

## Galería de imágenes

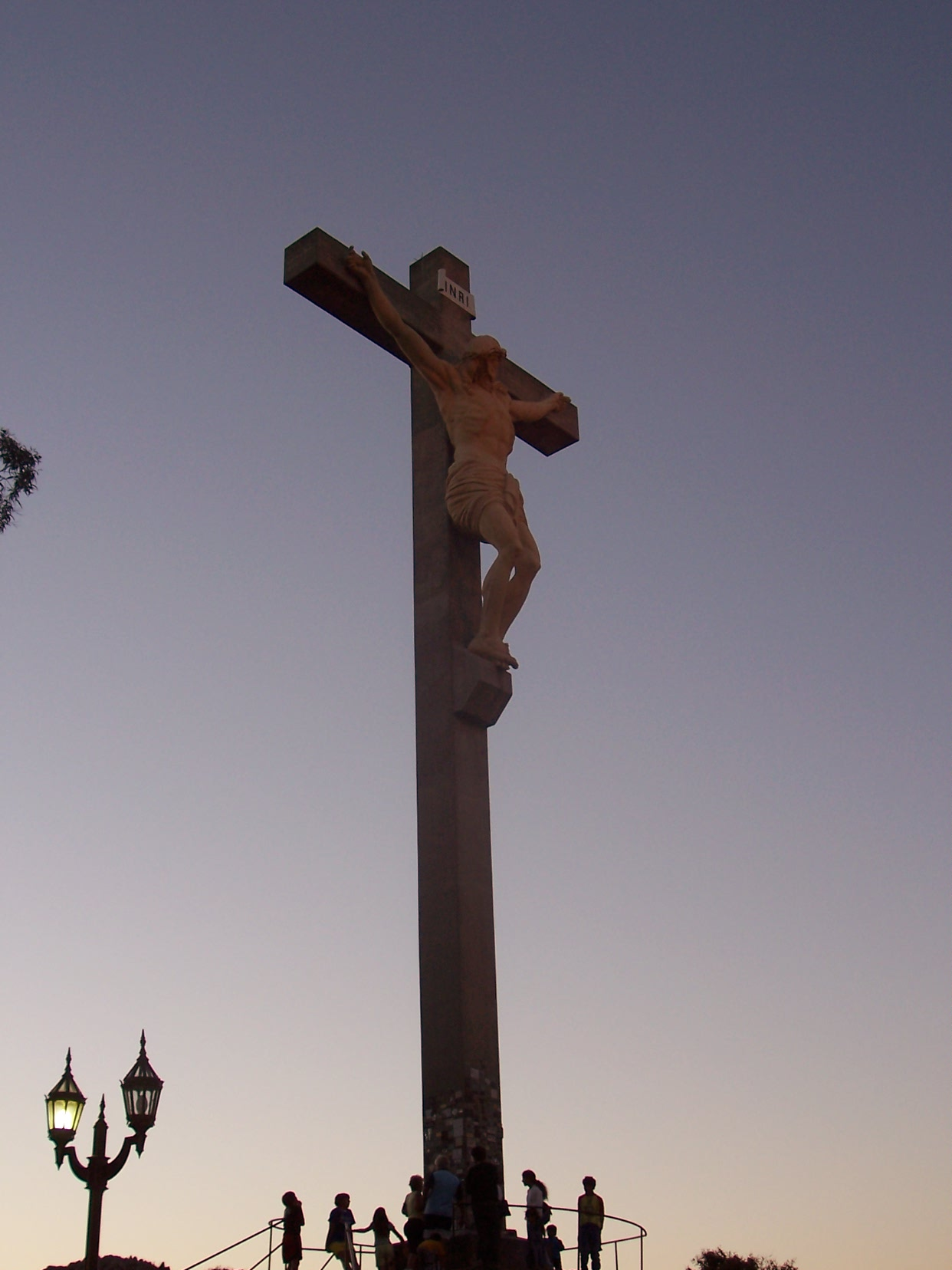
Cruz del Calvario de Tandil
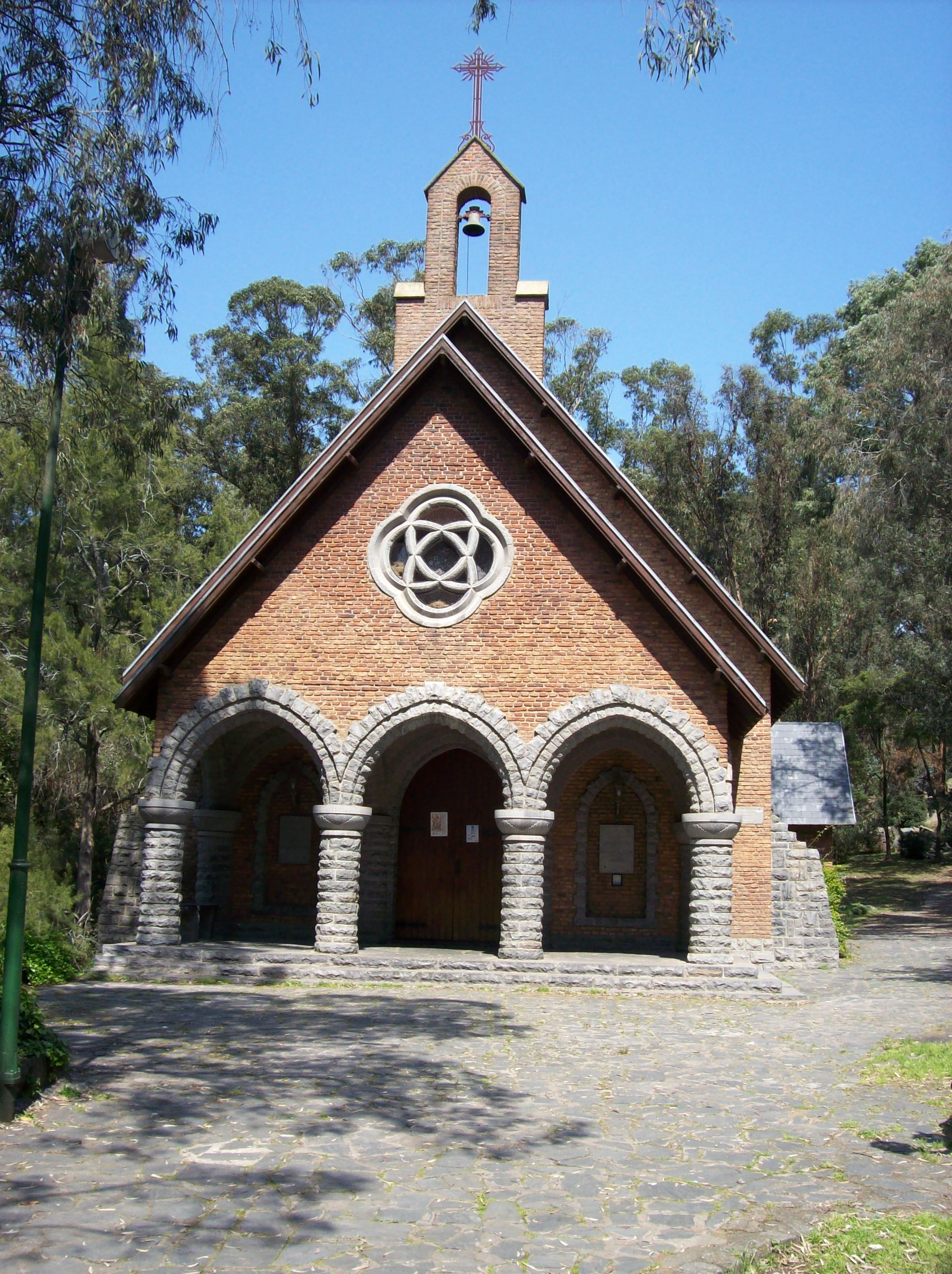
Capilla de Santa Gemma (Tandil)
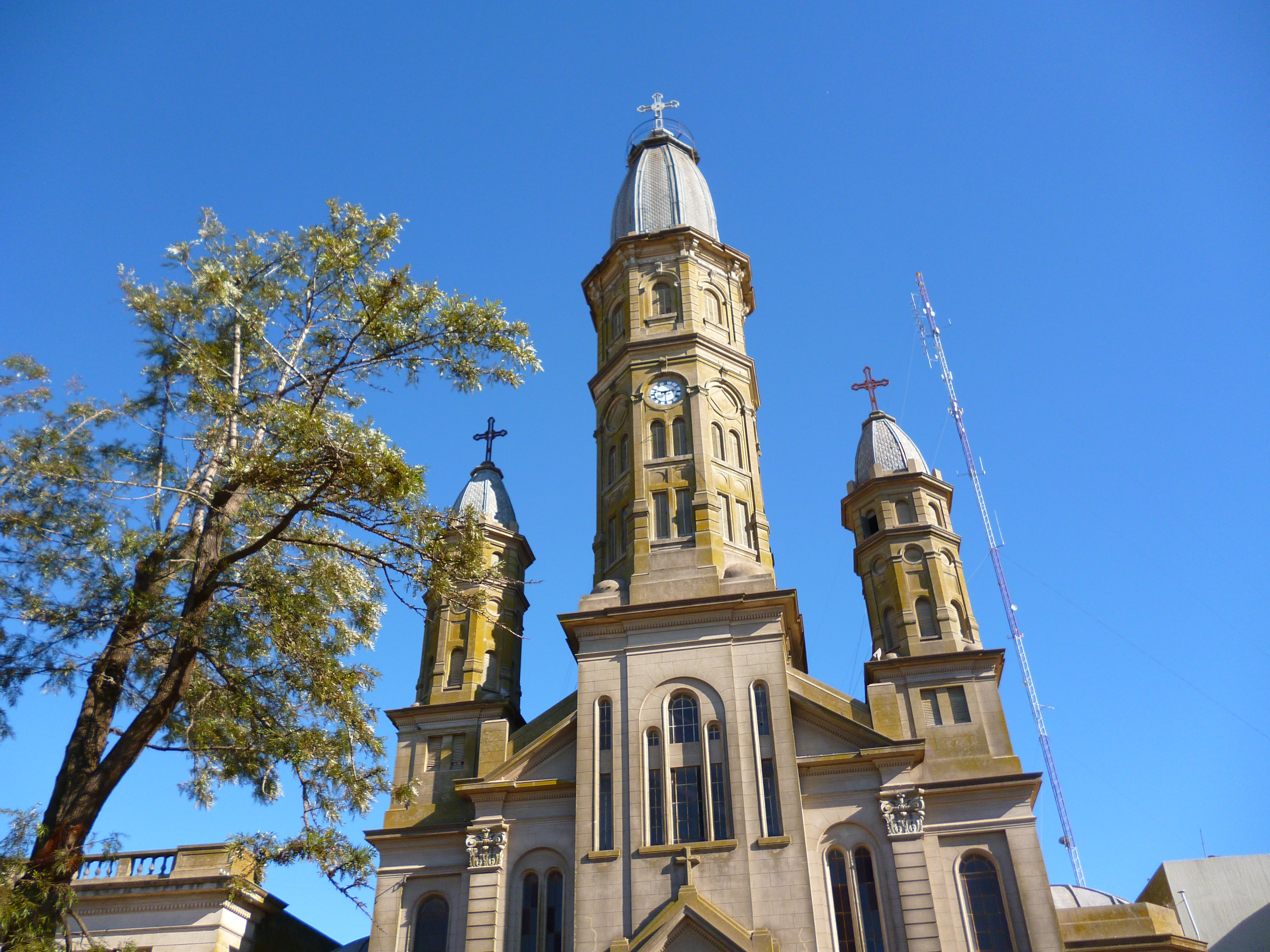
Iglesia de Ayacucho (Buenos Aires)
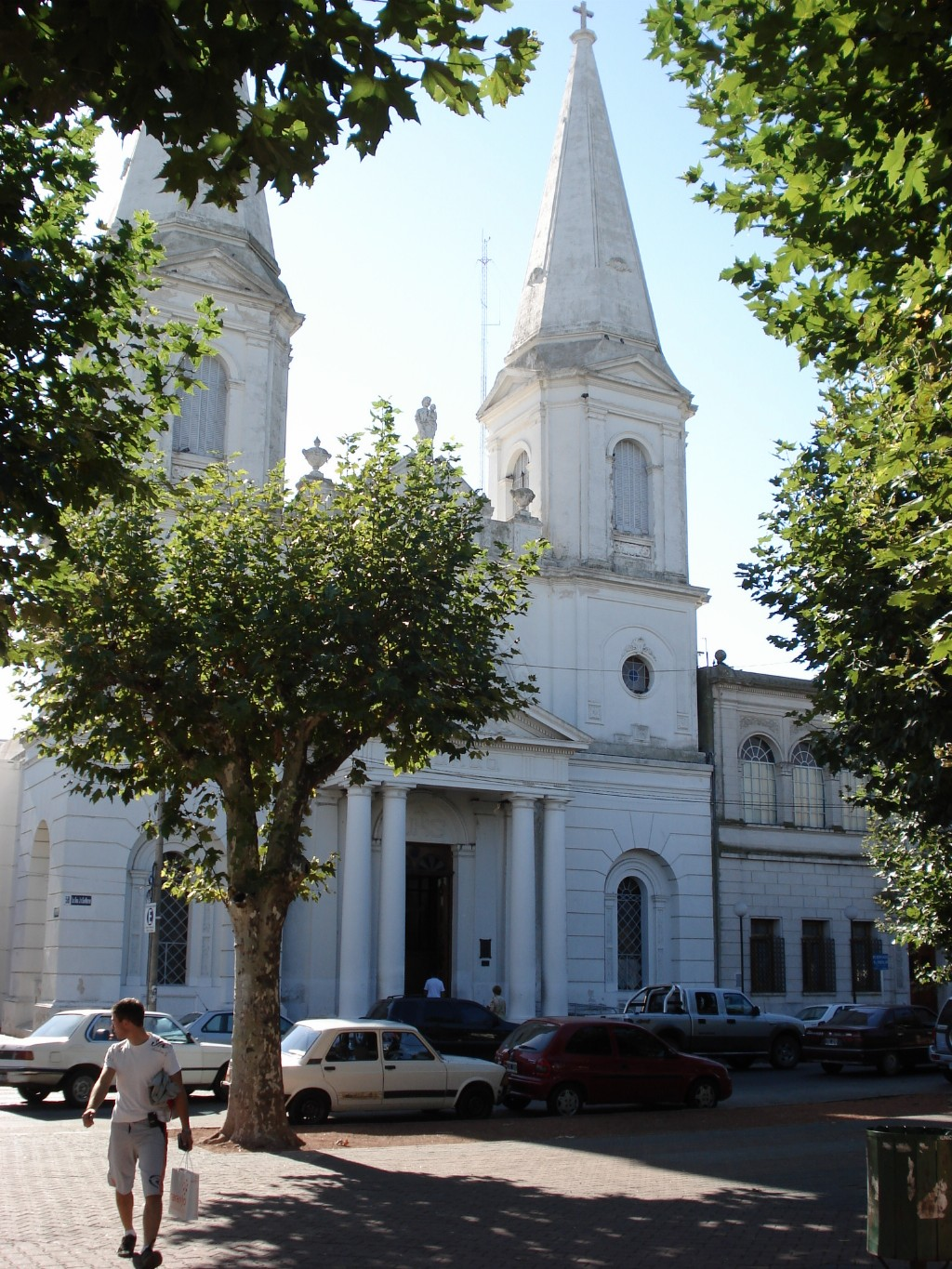
Iglesia San José de Olavarría
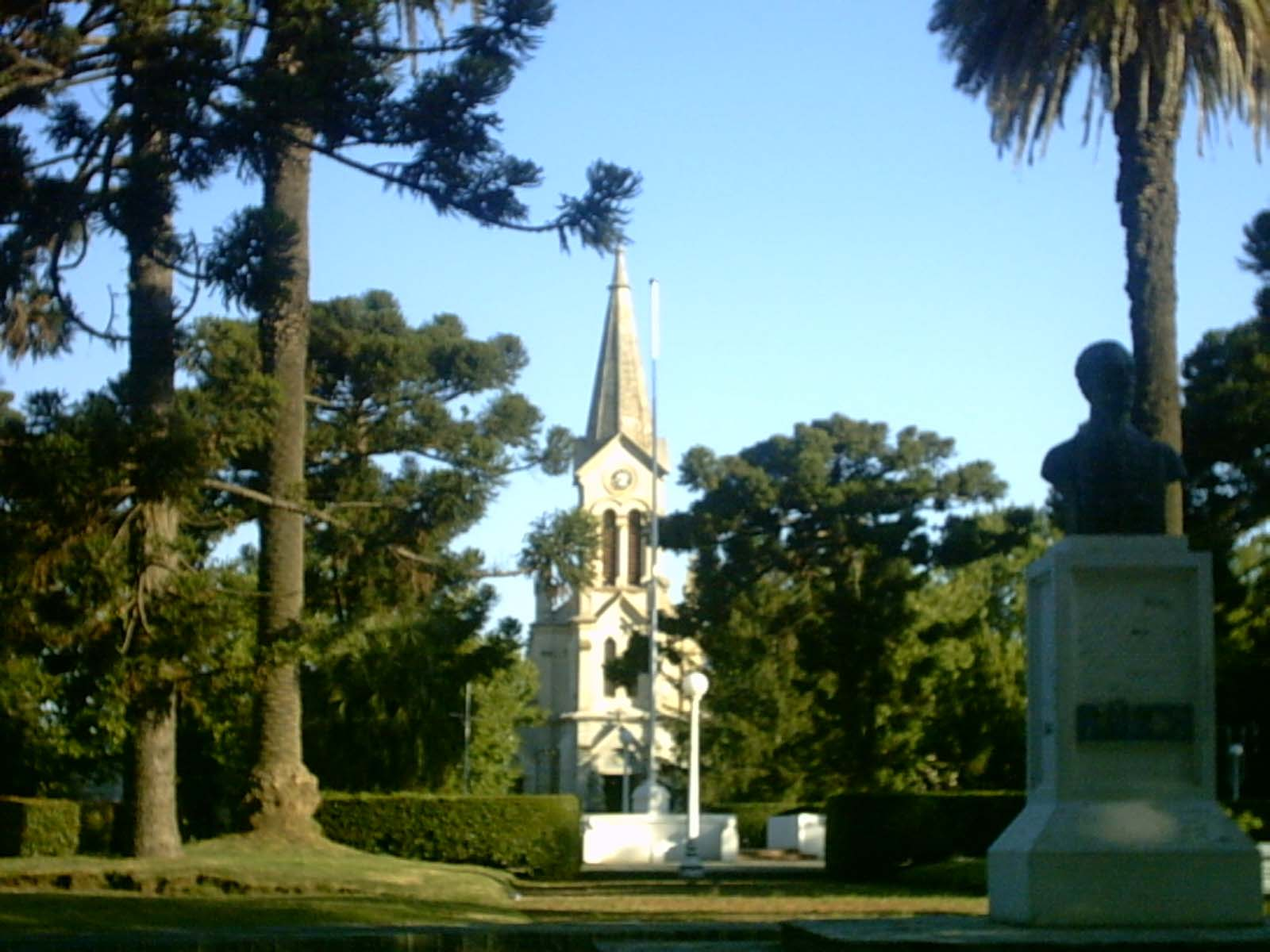
Parroquia San Pedro Apóstol de Rauch
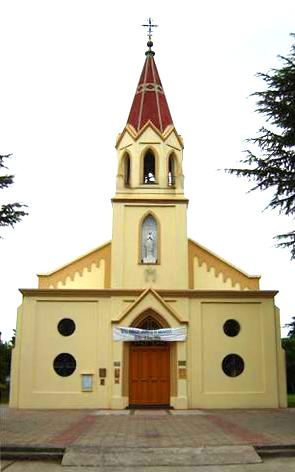
Iglesia de Colonia Hinojo
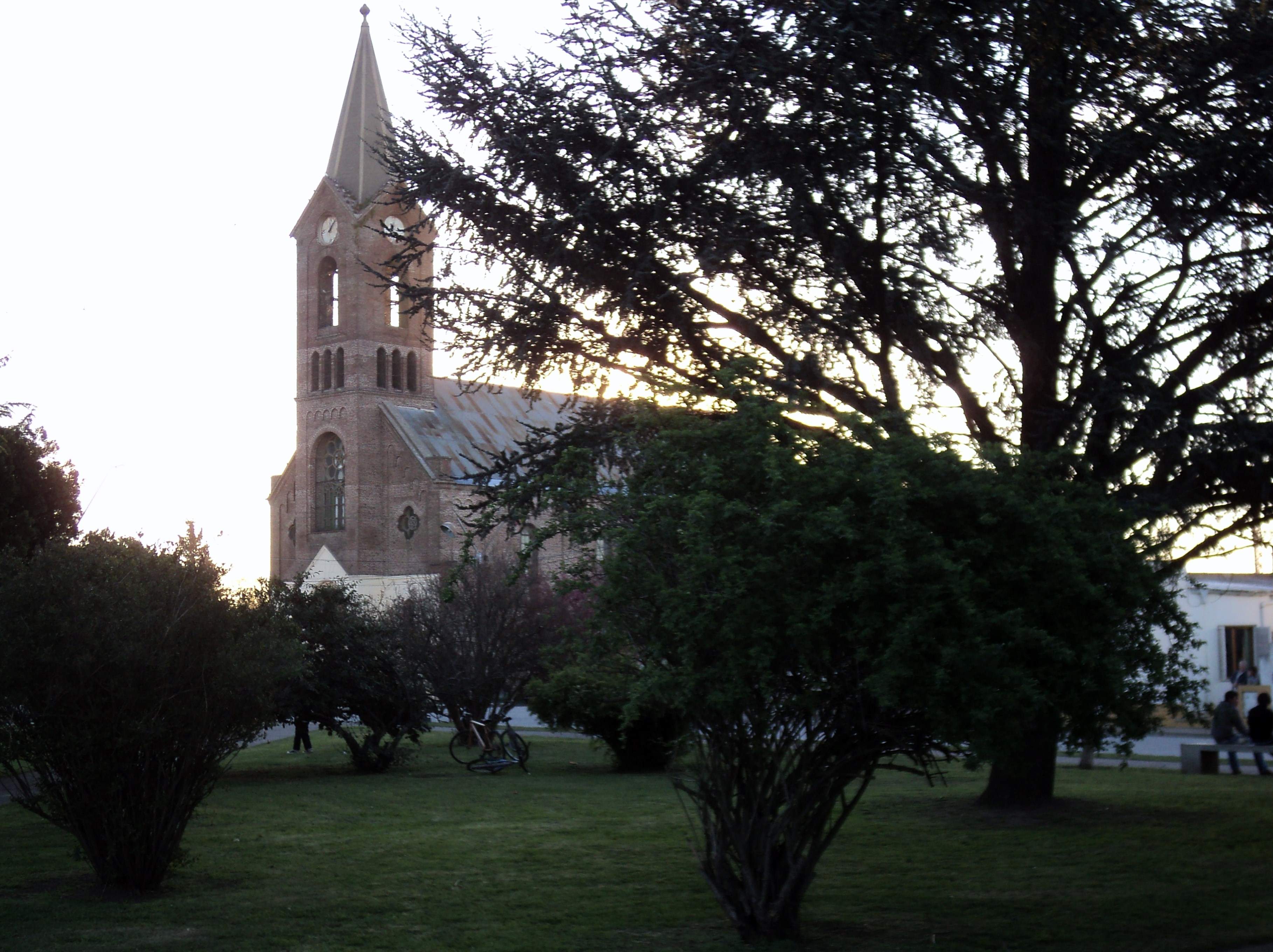
Iglesia de Hinojo
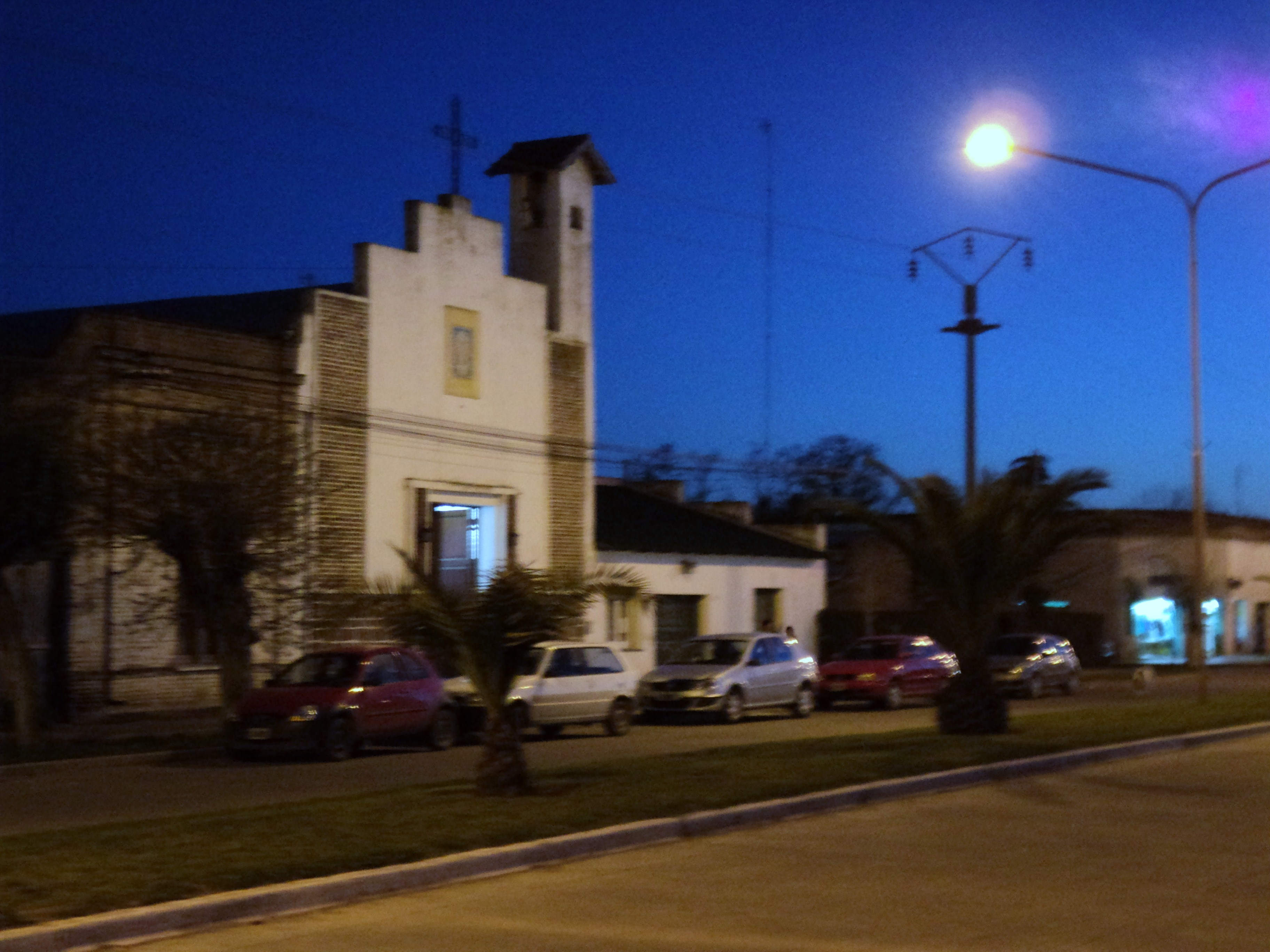
Iglesia de Sierra Chica
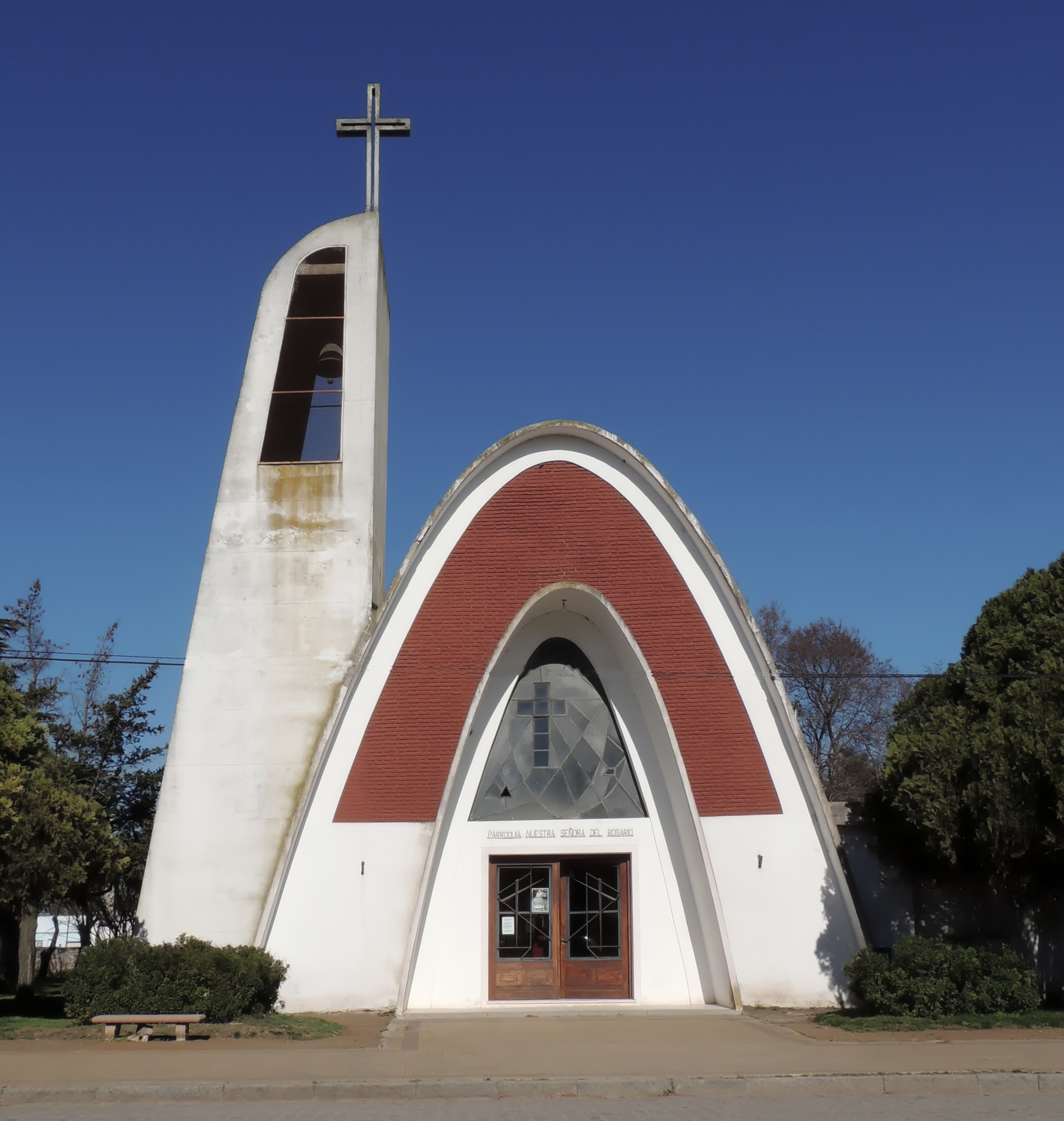
Iglesia de Nuestra Señora del Rosario (Vela)